# 平嶋信
平嶋 信（ひらしま まこと、1879年12月25日 - 1957年4月16日）は、日本、満洲国の洋画家。

## 経歴
福岡市の鳥飼八幡宮の宮司の家系に生まれる。1903年福岡県立中学修猷館を卒業。
上京し小山正太郎の画塾・不同舎で青木繁、坂本繁二郎らと学び、卒業後佐賀県立小城中学校の美術教諭となる。1910年には、福岡市で開かれた九州沖縄八県連合共進会の絵画展で最高賞を受賞している。
1920年小城中学校を退職し福岡市に戻った後、1924年家族とともに大連に移住し、大連洋画研究所を設立。南満洲工業専門学校などでも教鞭を執り、関東州庁嘱託として教科書編纂にも携わる。その傍ら、満洲国美術展覧会に出品、満洲国の代表的画家となる。大連洋画研究所の正規の美術学校への昇格を目指し準備を進めていたが、終戦により計画は潰えた。1947年帰国して福岡市に居住し、無所属で故郷の風景画に取り組んだ。